# 第1装甲軍
第1装甲軍（独: 1. Panzerarmee）は第二次世界大戦中のドイツ陸軍の装甲部隊である。

## 編成
1940年11月16日に編成され、初代司令官エヴァルト・フォン・クライスト元帥の名前を使い、クライスト装甲集団と名付けられていた。

## 歴史

### 1940年
部隊はフランスに駐留しており、1941年4月、クライスト軍集団は第2軍（司令官マクシミリアン・フォン・ヴァイクス元帥）に所属してユーゴスラビア攻撃に参加した。クライスト装甲集団はベオグラードに入る前に素早い移動でユーゴスラビア第5軍、第7軍を撃破、ユーゴスラビアで活躍した。

### 1941年
1941年5月、クライスト装甲集団は第1装甲集団(Panzergruppe 1)となった。バルバロッサ作戦発動時、南方軍集団（司令官ゲルト・フォン・ルントシュテット元帥）に所属し、1941年6月、バルバロッサ作戦開始時には第III軍団、第XIV軍団、第XLVIII 自動車化軍団で総勢5個装甲師団、4個自動車化SS軍団で戦車799両が所属していた。第1装甲軍団は東部戦線南側を担当し、ブロディの戦いにおいてはソビエト赤軍戦車1,000両と戦った。
1941年10月6日、キエフ陥落後、第1装甲集団は第1装甲軍に拡大され、初代司令官はクライストが勤め、ロストフ・ナ・ドヌへ向かった。ロストフでは武装親衛隊（武装SS）のヨーゼフ・ディートリヒ率いるSS自動車化師団ライプシュタンダーテ SS アドルフ・ヒトラーと共に攻撃をするよう命令され、クライストは武装SSとの共同作戦は不本意であったが、共同攻撃を行った（ロストフの戦い）。第1装甲軍は11月、ロストフを占領したが、8日後にソビエト赤軍に取り返された。

### 1942年
1942年1月、クライスト軍集団が編成され、第1装甲軍と第7軍が所属し、司令官にクライストが任命され、1942年5月、第二次ハリコフ攻防戦においてソビエト赤軍撃破の主役を演じた。クライスト軍集団は1月には解散し、再び南方軍集団に所属したが、後にA軍集団（司令官ヴィルヘルム・リスト元帥）へ異動となった。A軍集団は青作戦中、コーカサスへ進出し、グロズヌイ（現在のチェチェン共和国の首都）とバクー油田を占領することになっていた。第1装甲軍は先鋒を務めることになっており、最初、ロストフ・ナ・ドヌ、マイコープ、クラスノダールと、クバーニ川周辺地域での攻撃に成功した。しかし、1942年9月、A軍集団はコーカサスで進撃を止められ、撃破された。ドイツ総統アドルフ・ヒトラーはリストを解任し、しばらくA軍集団を管理していたが、1942年11月21日、クライストが司令官に任命されたため、第1装甲軍はエバーハルト・フォン・マッケンゼン上級大将が後任司令官となった。
1942年12月には、ソ連軍は、ドイツ第6軍をスターリングラードで包囲したばかりか、ドイツ軍南翼全体を包囲してしまうため、ロストフをめざして攻勢にでた。この為、A軍集団は、第17軍が保持するクバン橋頭堡を除いて、ドン川の線まで後退することになった。また、スターリングラードに包囲された第6軍の救出作戦の為に、第一装甲軍は、傘下の主要な機構戦力を、第4装甲軍に引き渡すことになった。

### 1943年
1943年1月、第1装甲軍はドン軍集団（司令官エーリッヒ・フォン・マンシュタイン元帥）へ所属変更となった。その月、マンシュタインは戦線北面からソビエト赤軍へ反撃を加えるために第4装甲軍と共に第1装甲軍を移動させた。1943年3月、第1装甲軍は第三次ハリコフ攻防戦の成功に貢献した。
1943年10月、ソビエト赤軍はドニプロペトロウシク-クレメンチューク間でドニエプル川を横断することに成功、第1装甲軍は第8軍と共にこれに反撃を加えたが、撃退することができなかった。その月末、ソビエト赤軍がキエフに迫ったため、マッケンゼンは解任され、ハンス＝ヴァレンティーン・フーベ上級大将が後任となった。1944年3月、ソビエト赤軍2個戦車軍がウクライナを突破、ドイツ第1装甲軍、第8軍は第4装甲軍、SS部隊と分断される危険が迫っていた。そんな中、マンシュタインはヒトラーに南方軍集団司令官を解任されていた。

### 1944年
第1装甲軍は1943年3月から1944年7月まで南方軍集団に所属していた。その頃までにドイツ軍はウクライナを押し出されており、ソビエト赤軍はワルシャワに迫っていた。
1944年3月に第1装甲軍はカミャネチ＝ポジリシキィでソビエト赤軍2個方面軍に包囲され、危機に陥ったが、大きな犠牲を払いつつ、突破に成功した。1941年10月、第1装甲軍が編成されたときは4個軍団が所属しており、様々な歩兵連隊、戦車師団、自動車化歩兵師団、山岳師団、SS師団らが含まれ、さらにはルーマニア軍、若干のイタリア師団、ルーマニア師団、ハンガリー師団、スロバキア師団も所属していたが、1944年春までに規模は縮小し、3個軍団、2個歩兵連隊、4個装甲師団、1個SS師団になっていた。
1944年7月、A軍集団がスロバキアで戦う（デュクラ峠の戦い）前に第1装甲軍はウクライナ、ポーランドから撤退した。

### 1945年
第1装甲軍は1941年10月以来、東部戦線で戦いを重ねていた。1945年5月8日、第1装甲軍は解散、最後の指揮官はヴィルヘルム・ハッセ大将であった。

## 司令官
- 1941年10月5日 – 1942年11月21日：エヴァルト・フォン・クライスト元帥
- 1942年11月21日 – 1943年10月29日：エバーハルト・フォン・マッケンゼン上級大将
- 1943年10月29日 – 1944年4月21日：ハンス＝ヴァレンティーン・フーベ上級大将
- 1944年4月21日 - 1944年8月15日：エアハルト・ラウス上級大将
- 1944年8月15日 - 1945年3月19日：ゴットハルト・ハインリツィ上級大将
- 1945年3月19日 - 1945年4月3日：ヴァルター・ネーリング装甲大将
- 1945年4月3日 – 1945年5月8日：ヴィルヘルム・ハッセ（ドイツ語版）歩兵大将

## 文献
- Barnett, Correlli. Hitler's Generals. New York: Grove Weidenfeld, 1989
- Wendel, Marcus. <http://www.axishistory.com/>